# Saint-Hilaire-de-Briouze
Saint-Hilaire-de-Briouze is een gemeente in het Franse departement Orne (regio Normandië) en telt 262 inwoners (1999). De plaats maakt deel uit van het arrondissement Argentan.

## Geografie
De oppervlakte van Saint-Hilaire-de-Briouze bedraagt 13,8 km², de bevolkingsdichtheid is 19,0 inwoners per km².
De onderstaande kaart toont de ligging van Saint-Hilaire-de-Briouze met de belangrijkste infrastructuur en aangrenzende gemeenten.

## Demografie
Onderstaande figuur toont het verloop van het inwonertal (bron: INSEE-tellingen).